# Abagrotis mexicana
Abagrotis mexicana là một loài bướm đêm thuộc họ Noctuidae. Loài này được tìm thấy ở Trung Mỹ và Bắc Mỹ.
Số MONA hay Hodges của Abagrotis mexicana là 11029.1.